# Lhok Awe Awe
Lhok Awe Awe is een bestuurslaag in het regentschap Bireuen van de provincie Atjeh, Indonesië. Lhok Awe Awe telt 1391 inwoners (volkstelling 2010).